# Premium Prestige
Premium Prestige è stato un canale televisivo a pagamento italiano edito da Mediaset. Trasmetteva serie e telefilm dedicati al lusso e all'alta gamma.
Era disponibile su Mediaset Premium sul canale 319.

## Storia
Il canale è stato annunciato il 22 settembre 2014 e ha iniziato le trasmissioni il 15 novembre 2014 alle 21:15. Era anche il primo temporary channel di Mediaset.
Il canale ha finito le trasmissioni il 6 gennaio 2015, anche se il canale aveva consensi positivi.

## Programmazione
Il canale associava brand ai film per comunicare un legame con un attore o titolo.
- Gossip Girl
- Gran Torino
- Into the Wild
- L'avvocato del diavolo
- La grande bellezza
- La leggenda del re pescatore
- La vita è bella
- Mad Men
- Ocean's Eleven
- Ocean's Thirteen
- Posh
- Prova a prendermi
- The Great Gasby
- The Wolf of Wall Street